# 乔治·巴顿掌掴事件

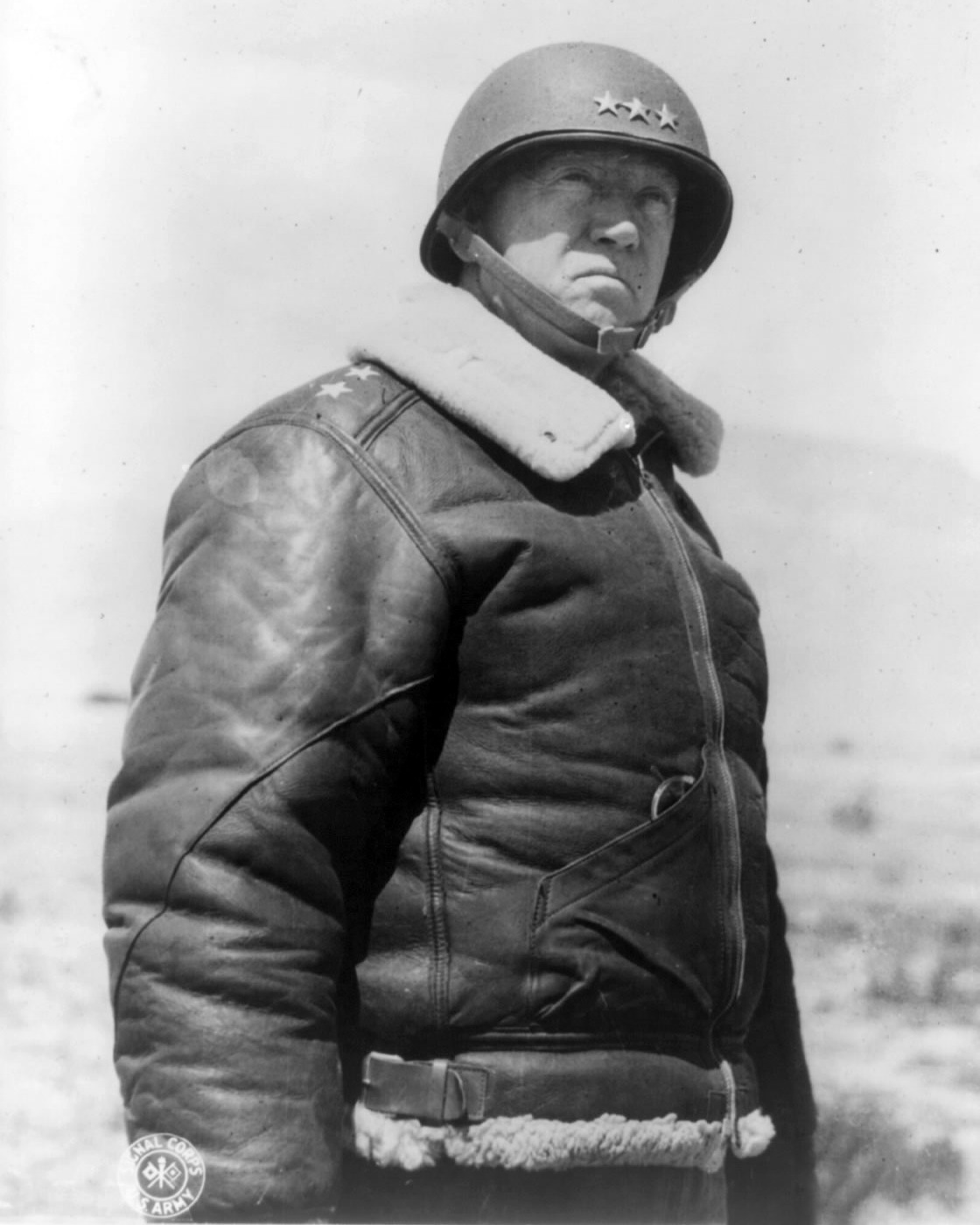
乔治·巴顿中将，美国陆军第七集团军指挥官，摄于1943年

1943年8月初，乔治·巴顿中将因为在第二次世界大战的西西里岛战役期间掌掴了手下两名美国陆军士兵而招来了很大的争议。巴顿脾气火爆，性格强硬，对战斗疲劳的病情不以为然。8月3号和10号，他分别在两所后送医院遇到远离前线在此住院、但身上又没有明显受伤的两名二等兵，这让他非常愤怒，并因此斥责了两人，还打了他们耳光。
这一事件在驻军中开始传扬开来，并最终传到了巴顿的上级，德怀特·艾森豪威尔上将的耳朵裏，他命令巴顿向两位士兵道歉。巴顿的行为一开始没有被新闻广泛报道，但在记者德鲁·皮尔森（Drew Pearson）将之公开后情况发生了变化，这一事件在美国国内引起很大的关注，联邦国会和广大民众对巴顿的行为有些表示支持，有些表达了不屑。艾森豪威尔与美国陆军参谋长乔治·卡特莱特·马歇尔决定不解除巴顿的指挥官一职，但巴顿却有将近一年的时间没有继续指挥作战。
之后，艾森豪威尔以巴顿的这一困境作为机遇，在坚忍行动中将巴顿作为一个诱饵，让纳粹德国的间谍获得巴顿正领导进军欧洲战场军事行动的假情报。巴顿最终于1944年中期回到了欧洲战场指挥战斗，对于艾森豪威尔、马歇尔和其他领导人来说，这两起掌掴事件均是巴顿莽撞和冲动的例证。巴顿的军旅生涯一度止步不前，以前的下属如奥马尔·布拉德利之后也成了他的上级。

## 背景
1943年7月10日，西西里岛战役拉开了序幕，乔治·巴顿中将带领美国陆军第七集团军的9万名官兵在杰拉、利卡塔和斯科格里蒂（Scoglitti）附近登陆，以支持从北面登陆、由伯纳德·蒙哥马利统领的英国第八集团军。巴顿起初获得的命令是要保护好英军的后方，但由于蒙哥马利的第八集团军因受到纳粹德国和意大利王国军队的强烈抵抗而进展缓慢，于是巴顿攻下了巴勒莫，又把自己的眼光放到了墨西拿上。他本寻求两栖进攻，但由于登陆艇不足，手下的官兵直到8月8日才登上了圣斯特凡诺岛，到了这个时候，德国和意大利的大部分军队已经撤离到意大利大陆。整场战役中，巴顿的部队在向全岛推进的过程中与德国和意大利军队激烈交火，到8月16日战斗结束时，拥有20万人的第七集团军伤亡人数达到7500，不过他们打死或俘虏了11.3万轴心国军人，摧毁车辆3500辆。
作为一名指挥官，巴顿在美国陆军已经有着成功、有效和驾驭力强的名声，他会因下属有一点鸡毛蒜皮的违规而加以惩罚，但同样也会在他们表现良好时予以嘉奖。作为一种激发自己部下的方式，巴顿创造了一个性格鲜明的形象。他开始以华丽的礼服，擦得发亮的头盔和靴子，以及说话简洁明了的风范而闻名。巴顿的朋友和上级，西西里岛战役指挥官德怀特·艾森豪威尔上将在知道巴顿行事富于成效的同时，也早就注意到了他这些有趣的领导风范，艾森豪威尔也知道巴顿个性上容易冲动，缺乏自我约束的能力。

### 战斗疲劳
第一次世界大战前，美国陆军把战斗疲劳的症状视为怯懦或是试图逃避上战场的表现。报告这些症状的士兵将会受到严厉的对待。掌掴事件发生时，被巴顿扇耳光的两名士兵正患有“战斗疲劳”，又称“炮弹休克症”或“战斗应激反应”。之后，这种症状被命名为创伤后心理压力紧张综合症，长时间地面对死亡和毁灭的威胁，以及其它创伤性的事件都可能导致患上这一病症。虽然其成因、症状和病情对于医生来说比较熟悉，但在军队中往往不怎么受到理解。
经过突尼西亚战役后，军队意识到神经精神科的病患必须尽快予以治疗，而不是等到从战场撤离以后。但在西西里岛战役初期，大量的神经精神科病患并没有及时在当地治疗，而是撤退到北非后进行，这导致情况变得十分复杂，仅15%的神经精神科病患在治疗后重返战场。不过随着战役的继续进行，这一情况也得到了一定程度的改善，近一半的神经精神科病患都在得到治疗后返回了战斗岗位。
掌掴事件发生前，巴顿曾与和自己一样曾是普通士兵的第1步兵師新任指挥官克拉伦斯·R·休伯纳（Clarence R. Huebner）有过一次交谈，巴顿向休伯纳要求一份前线情况报告，休伯纳回答：“前线兵力看起来有些薄弱。似乎有很多人装病呆在医院里来避免上前线。”当时的巴顿并不相信这个“战斗疲劳”真是一种疾病，于是在8月5日发给众下级指挥官的一份指令中，他禁止第七集团军出现战斗疲劳。
我注意到有极少数士兵以神经紧张无法作战为托辞住进医院。这样的人都是懦夫，让军队和他们的战友蒙羞，这些人无情地离开，把战斗的危险留给战友，他们自己利用医院来作为逃脱的手段。你要采取措施让这些人不能进入医院，而是直接在其所属的战斗单位内部解决。那些不愿意战斗的人将会因为面对敌人时表现懦弱而被送上军事法庭受审。—巴顿给第七集团军的指令，1943年8月5日

## 事件

### 8月3日
查尔斯·H·库尔（Charles H. Kuhl）是美国第26步兵团L连的一个二等兵。1943年8月2日，库尔刚刚加入美国陆军8个月并于6月2日起转入第1步兵团。他来到第一医疗大队C连的医疗救护站报告，被诊断患有“衰竭”，自战役开始后他已经先后3次被诊断有这一症状。然后他从救护站被转移到了一个医疗连队，大夫给他开了异戊巴比妥的药方，他的病历上记录着：“神经功能症焦虑状态，严重程度中等（该士兵之前已两次住院十天进行治疗，并且多次被送回，显然他不能再上前线。）”然后库尔又被转送至西西里島尼科西亚附近的第15后送医院等待进一步评估。
巴顿同日在多位医官陪同下到达这所医院，这也是他对美国第二军部队进行检阅活动的一部分。在医院里他与一些病人进行交谈，对伤员加以表彰。然后他走近了看上去没有受什么伤的库尔。库尔没精打采地坐在一张板凳上，身后是一间满是伤员的帐篷病房。当巴顿问起库尔他伤哪儿了的时候，据报道库尔只是耸耸肩，然后回答自己是“紧张”而不是受了什么伤，然后他还补充道：“我猜我是受不了了。”听到这话，巴顿“即刻就爆发了”，用他还戴着手套的手扇过库尔的下巴，然后抓起他的衣领把他拖到帐篷门口，并一把将其推出帐篷，还在他屁股上踢了一脚，嘴里大喊“不要接收这个婊子养的”。巴顿命令立即将库尔送回前线，并且对他说，“你听到了吗，你这没胆的混球！你要马上回前线。”
卫生员把库尔带到一简帐篷病房，发现他正在发高烧，体温有39摄氏度，之后经诊断他感染了疟原虫。晚些时候谈起这一事件时库尔表示，“事件发生的时候，（巴顿看起来也）已经累得不行……我想他自己也患有轻度的战斗疲劳。”库尔就这一事件给自己父母写了封信，但里面也要求说“还是就这么算了吧。”当晚巴顿把事件记录在自己的日记中：“（我遇到了）我在这支军队中所见过的唯一一个迷失的懦夫。各连队应该好好处理这样的人，如果他们逃避自己的义务，就应该让他们以怯懦的罪名受审，然后枪毙。”
陪同巴顿到达医院的约翰·P·卢卡斯（John P. Lucas）少将认为这一事件没什么大不了的。他在战争结束后写道：
任何军队中总会有那么一些懦夫，我猜现代的医院将这些情况分为疾病一类并加以治疗的做法是对的。然而，一个人的怯懦会比疟疾更迅速地传染给他的战友，而且怯懦也比后者更加致命。

### 8月10日
二等兵保罗·G·伯奈特（Paul G. Bennett）是一位已经进入美国陆军服役四年的老兵，自1943年3月起隶属第1步兵師第17野战炮兵团。纪录显示他在1943年8月6日以前没有任何病历，这天的一场战斗中他有一位朋友受伤。根据一份报告，他“感到紧张而且无法入睡。”伯奈特被送至第93后送医院，除了发烧以外，他还表现出脱水的多种症状，包括疲劳、精神错乱和精神萎靡。他还要求回到自己的部队，但被医务人员拒绝。
那些在他周围飞过的弹片困扰着他，第二天他开始担心自己的战友，这让他变得更加紧张。医护人员把他送来后方，还给他开了一些有助睡眠的药物，但他仍然感到紧张和不安。次日医务人员下令将他转移，而这个男孩还在恳求不要转移，因为他不想离开自己的部队。—一位医务人员描述伯奈特的病情
8月10日，巴顿走进了医院的接收帐篷，并在那里与伤员聊天。然后他走到缩成一团并且不断发抖的伯奈特旁边，问他这是怎么了。“是我的紧张，”伯奈特回答，“我再也受不了那些炮击了。”据报道称，巴顿被激怒了，他扇了伯奈特耳光并且开始大喊：“你紧张，放屁，你就是个天杀的胆小鬼。闭上嘴别他妈再哭了。我可不想让这些吃过枪子儿的勇士看到这么个没种的混球坐在这儿哭鼻子。”报道称巴顿又扇了伯奈特耳光，打掉了他的头盔内衬，并且命令当时负责接收病人的军官查尔斯·B·艾特（Charles B. Etter）少校不得接受伯奈特，然后他威胁伯奈特，“你要回去前线，你可能会吃枪子，可能会被打死，但你都要去战斗。你要是不，我就让你靠到一堵墙上找来行刑队枪毙你。事实上，我真该亲自枪毙你，你这天杀的哭鼻子的胆小鬼。”说到这里，巴顿还真掏出了自己的配枪进行威胁，促使医院的指挥员唐纳德·E·库瑞尔（Donald E. Currier）上校上前将两人分开。巴顿走出了帐篷，一边还在对医务人员大喊要求把伯奈特送回前线。
接下来参观医院其它地区时，巴顿继续与库瑞尔讨论了伯奈特的情况。巴顿表示，“我忍不住，只要想到有个懦弱的混蛋在那当宝就让我的血液都要沸腾起来”，他还说，“我可不要让这么些没胆的混球在咱们的医院里面瞎转悠。我们可能总有一天必须得枪毙他们，不然就要养上一帮白痴。”

## 后果

### 私下的训诫和之后的道歉

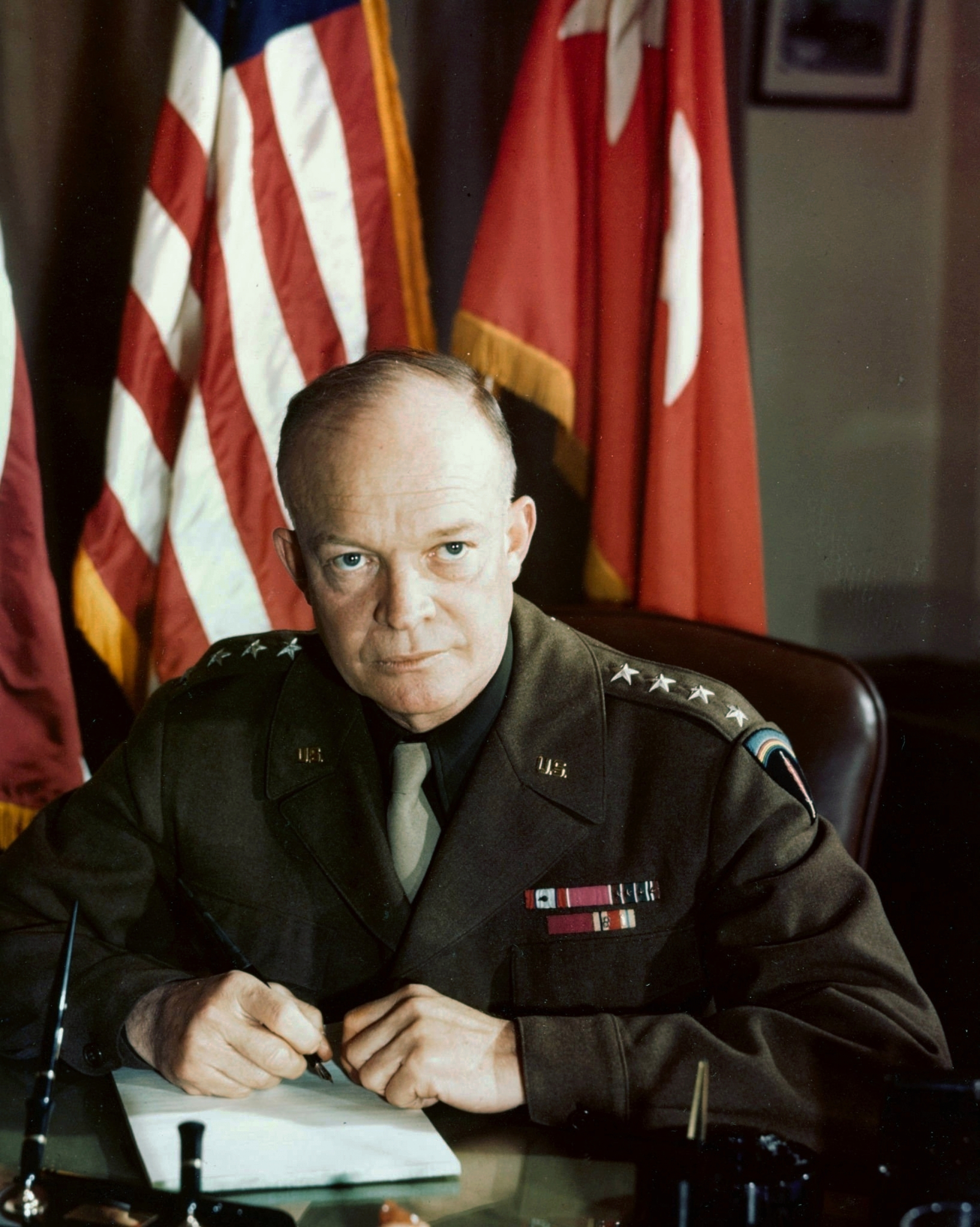
德怀特·艾森豪威尔上将（摄于1943年），西西里岛战役指挥官，也是巴顿的朋友和上级。他曾就掌掴事件私下批评过巴顿，但拒绝为此解除其指挥员一职

8月10日的事件，特别是巴顿掏出配枪威胁伯奈特这一幕让许多在场的医护人员感到忧虑。第二军的一位外科医生，理查德·T·阿内斯特（Richard T. Arnest）上校就事件向第二军参谋长，威廉·本杰明·科恩（William Benjamin Kean）准将递交了一份报告，科恩又将其提交给第二军指挥官奥马尔·布拉德利中将。后者出于对巴顿的忠诚，同时也深知他的价值，将报告直接锁进了自己的保险柜。阿内斯特还通过医疗部门将报告上交给了弗雷德里克·A·布莱斯准将（Frederick A. Blesse），他也是盟军总部的普外医师。8月16日，布莱斯将报告转交给了艾森豪威尔上将，后者命令他立即着手查明这些指控的真相。艾森豪威尔还立即成立了一个代表团来了解士兵对这一事件的看法，其中包括约翰·P·卢卡斯、第二次世界大战地中海、中东及非洲战场督抚办公室的两位上校、战区医疗顾问佩林·H·隆（Perrin H. Long）中校，来一起对事件进行调查，对相关人员进行询问。隆走访了见证过任何一起事件的医护人员，然后递交了一份题为“在第15和第93后送医院接收帐篷发生的虐待病患行为”的报告，其中详细记录了巴顿在两所医院中的行为。
8月16日，艾森豪威尔命令巴顿的第七集团军予以拆散，其中少数部队继续在西西里驻防，大部分兵力并入美国陆军第五集团军，由马克·克拉克中将指挥。艾森豪威尔之前已经作出了这一决定，并且也已告知巴顿其第七集团军不会参加按计划即将在9月展开的入侵意大利军事行动。8月20日，巴顿收到一份艾森豪威尔发来的电报，其中告知卢卡斯将到达巴勒莫，并且“非常重要的”是巴顿要尽快与卢卡斯进行一次私下会面，后者将转达一份重要信息。卢卡斯到达前，布莱斯准将从阿尔及尔赶到西西里，了解当地官兵的身体状况。他也受到艾森豪威尔的命令将一封密信转交巴顿并对其所受指控进行调查。信中艾森豪威尔告知巴顿自己已经得知了掌掴事件，表示不会就此事展开正式调查，但对巴顿予以了严厉批评。
“我非常清楚为了确保预期的目标，坚定和严厉的措施是有必要的。但这不能成为暴力、虐待病人，或是在下属面前还是控制不住脾气的借口。”……“我觉得过去几个星期里你对美国和盟军所做出的贡献是无法估量的，可尽管如此，如果这封信中指控的真相有可观数量的证据加以支撑，那我将不得不在自己的心目中对你是否有良好的判断力和自律能力提出严重的质疑，包括你将来还是否能够继续胜任。”——艾森豪威尔给巴顿的信，签置日期是1943年8月17日 
艾森豪威尔注意到除了自己的机密文件外，盟军总部没有保留事件的正式纪录。但他还是强烈建议巴顿向所有当事人道歉。8月21日，巴顿将伯奈特带进自己的办公室，向对方道歉后两人握了握手。8月22日他与库瑞尔及其他目睹两起事件的人员见面，并对自己“冲动的行为”表达了悔意。巴顿向医护人员提起一个第一次世界大战时的朋友“躲躲藏藏”后自杀的故事，他表示自己试图阻止任何同类事件再次发生。8月23日他又将库尔请进办公室，同样向他道歉并与之握手。这之后库尔说他觉得巴顿是“一位了不起的将军”，并且“当时他还不知道自己病得有多严重”。库瑞尔之后认为巴顿的话听起来“一点儿也不像是在道歉，而是试图把自己的行为合理化”。巴顿在自己的日记中写道，他道歉时感到恶心，特别是伯奈特的指挥官，约翰·A·克莱恩准将告诉他，此人曾擅离职守，并通过“谎报病情”来入住医院。巴顿写道，“当一个军队首长为了安抚那些胆小怕事之辈而不得不去阿谀一个偷懒的人时，这（感到恶心）已经是一个相当公正的评价。”由于一些言语已经非正式地在第七集团军的官兵中广泛传播，从8月24日至30日，巴顿亲自到自己指挥的每一个师发表一次15分钟的演讲，演讲中他赞扬了官兵的表现，并对自己在任何情况下对士兵过于苟刻的行为道歉，不过对两起掌掴事件则只是含糊地带过。他来到第3步兵師做最后一次道歉演讲时，在场的士兵开始一起说“不，将军，不，不”来表示他无需道歉，巴顿顿时感慨万千。
8月24日，艾森豪威尔给美国陆军参谋长 乔治·卡特莱特·马歇尔发了一封信，信中他称赞了巴顿作为第七集团军指挥官的战功和西西里岛战役中的操守，特别是他作为指挥官而占据主动地位的能力。不过，艾森豪威尔指出巴顿还是“表现出一些你我所熟知的不幸性状”。他告知马歇尔这两起掌掴事件，以及自己已经要求巴顿道歉。艾森豪威尔表示相信巴顿不会再有这样的行为，“因为从根本上，他是如此热切地想要获得被认可是一位伟大的军事指挥官，所以对于任何可能威胁到这一目标的习惯，他都会很努力地加以抑制。”8月29日艾森豪威尔到西西里授予蒙哥马利军功勋章，巴顿趁此机会给了他一封信，表达了自己对事件的悔意。

### 媒体关注
掌掴事件在士兵间私下地进行传播并最终到达了战地记者那里。一位曾目睹8月10日事件的护士显然将此事告诉了自己的男友，他又正好是第七集团军公共事务分队的一名上尉。结果有一组共计4位负责报道西西里行动的记者通过他听闻了这起事件，分别是《周六晚间邮报》（The Saturday Evening Post）的德玛丽·贝丝（Demaree Bess），国家广播公司新闻频道的梅里尔·穆勒（Merrill Mueller），《新闻周刊》的艾尔·纽曼（Al Newman）和哥伦比亚广播公司新闻频道的约翰·查尔斯·达利（John Charles Daly）。四位记者采访了艾特少校和其他目击者，但决定先不把这个故事发给总编，而是去找艾森豪威尔。贝丝、穆勒和《科里尔周刊》（Collier's Weekly）的昆汀·雷诺兹（Quentin Reynolds）从西西里飞到阿尔及尔，贝尔于8月19日就掌掴事件向艾森豪威尔的参谋长沃尔特·比德尔·史密斯递交了一份纪要。记者们直接问起艾森豪威尔这起事件，后者要求这个故事不要发表，因为战况上需要巴顿留下来。贝丝及其他记者一开始同意了。然而，几位记者要求艾森豪威尔将巴顿从军队除名来换取他们不予报道，艾森豪威尔拒绝了这一要求。
11月21日，报纸专栏作家德鲁·皮尔森在广播节目中披露了库尔的掌掴事件，他是从自己的一位名叫欧内斯特·库尼奥（Ernest Cuneo），在战略情报局任职的军官朋友那里获得了库尔事件的详细信息以及其他与巴顿有关的资料，库尼奥从战争部的文件和信件中获得了这些信息。皮尔森所讲述的故事中不但把两起掌掴事件的细节混为一谈，他还错误地报道称这位二等兵只是在提醒巴顿“藏好，免得被炮弹击中”，而换来的是“巴顿打了该士兵并将他击倒”。尽管没有任何根据，皮尔森却在广播中两次穿插声称巴顿永远都不能再走上战场。作为回应，盟军总部否认巴顿有受到任何正式的训诫，但确认巴顿的确扇了至少一名士兵耳光。
巴顿的夫人比翠丝·巴顿（Beatrice Patton）在媒体上为自己的丈夫辩护。她出现在一本名叫《真情告白》（True Confessions）的女性自白杂志上，形容巴顿是“美国陆军最坚韧、最硬派的将军……但他也很让人感到甜蜜，真的。”。在11月26日《华盛顿邮报》的一篇文章中，她没有试图将巴顿的行为合理化，而是表示丈夫是一位“坚韧的完美主义者”，表示他非常关心自己的下属，不会要求他们去做任何自己不愿做的事。
他一直因在男人的坟墓前落泪而为人所知——把他們的皮扯掉也一樣知名。事情已经发生了，错已经犯了，我很肯定乔治对此感到抱歉并且已经比任何人能够意识到的都多地惩罚了自己。我认识乔治·巴顿有31个年头了，从不知道他会有蓄意的不公行为。他犯了错——他也付出了代价。这是一次大错，他也为此付出了很大的代价。——1943年11月26日《华盛顿邮报》，比翠丝·巴顿

### 公众反应
美国国会和全国各地的多家报社都提出了解除巴顿职务送他回家的要求，来自俄克拉荷马州第六国会选区的联邦众议员杰德·约翰逊（Jed Johnson）形容巴顿的行为是一次“卑劣的事件”，并对巴顿仍然在担任指挥官一职感到“惊讶和懊恼”。他呼吁立即将这位将军从军队除名，因为他的行径使他在这场战争中已经再也没有价值了。艾奥瓦州第九国会选区的联邦众议员查尔斯·B·霍文（Charles B. Hoeven）在众议院楼层声称，不能再让军人的父母们担心自己的孩子会被那些“硬派军官”虐待了。他还纳闷陆军是不是“血液和胆量（都）太多了”。艾森豪威尔向美国战争部长亨利·刘易斯·史汀生递交了一份报告，后者又转交给了众议院军事委员会主席，联邦众议员罗伯特·莱斯·雷诺兹（Robert Rice Reynolds）。报告中列明了艾森豪威尔对事件的反应，并详细介绍了巴顿数十年的军旅生涯。艾森豪威尔的总结认为巴顿对这场战争的确实在是功不可没，自己相信只要采取矫正措施就已足够。艾森豪威尔派往巴顿处的调查人员也发现这位将军在他的部下中仍然非常受爱戴。
到了12月中旬，政府收到了约1500封有关巴顿的信件，其中许多要求解除他的职务，但也有许多为他辩护或是要求给他升职。库尔的父亲赫尔曼·F·库尔（Herman F. Kuhl）写信给自己所在选区的众议员表示他原谅巴顿在事件中的行为，并且请求不要对将军加以纪律处分。一些退役的将领也对此事推波助澜。前陆军参谋长查尔斯·佩罗特·萨默罗尔（Charles Pelot Summerall）在写给巴顿的信中表示自己“对这儿戏般事件所进行的宣传感到气愤”，并补充认为“无论（巴顿）做了什么”，他都可以肯定是“由于受到了挑衅。这样的懦夫以前都会被枪毙，可现在他们只会得到鼓励。”巴顿的一位朋友，另一位实战指挥官肯扬·A·乔伊斯少将（Kenyon A. Joyce）指责皮尔森是一个“炒作贩子”，认为这不是和平时期，那些轻声细语的微妙细节并不适用。不过，巴顿的朋友和曾经的导师，美国陆军特级上将约翰·潘兴公开谴责了巴顿的行为，这一做法“深深地伤害了”巴顿，也让他再也没有和潘兴说过话。
经过咨询马歇尔、史汀生和助理战争部长约翰·J·麦克洛伊后，艾森豪威尔让巴顿留在欧洲战场，尽管其领导的第七集团军已经没有任何预期的战斗。这一年剩下的时间里巴顿都留在西西里，马歇尔和史汀生不但支持艾森豪威尔的决定，还对之加以维护。在一封给联邦参议院的信中，史汀生表示巴顿必须留下来，因为“在这场激烈的战斗赢得最终的胜利前，”需要有他那“积极进取、胜券在握的领导风范”。史汀生承认从公关上来说留下巴顿不是个明智的决定，但他仍然相信从军事角度上这样做是对的。

## 对进攻欧洲计划的影响
与曾对巴顿作出的警告相反，艾森豪威尔从未认真考虑过要在欧洲战场解除这位将军的职务。他在事件引起媒体关注前写道，“这事儿要是传扬出去，他们会嚎叫着要剥掉巴顿的头皮，这会成为乔治军旅生涯的终点。我实在无法接受这种事情的发生。巴顿对这场战争的努力是必不可少的——是我们胜利的一个保证。”可是，1943年8月攻下墨西拿后，巴顿仍然连续11个月没有指挥过任何部队作战。

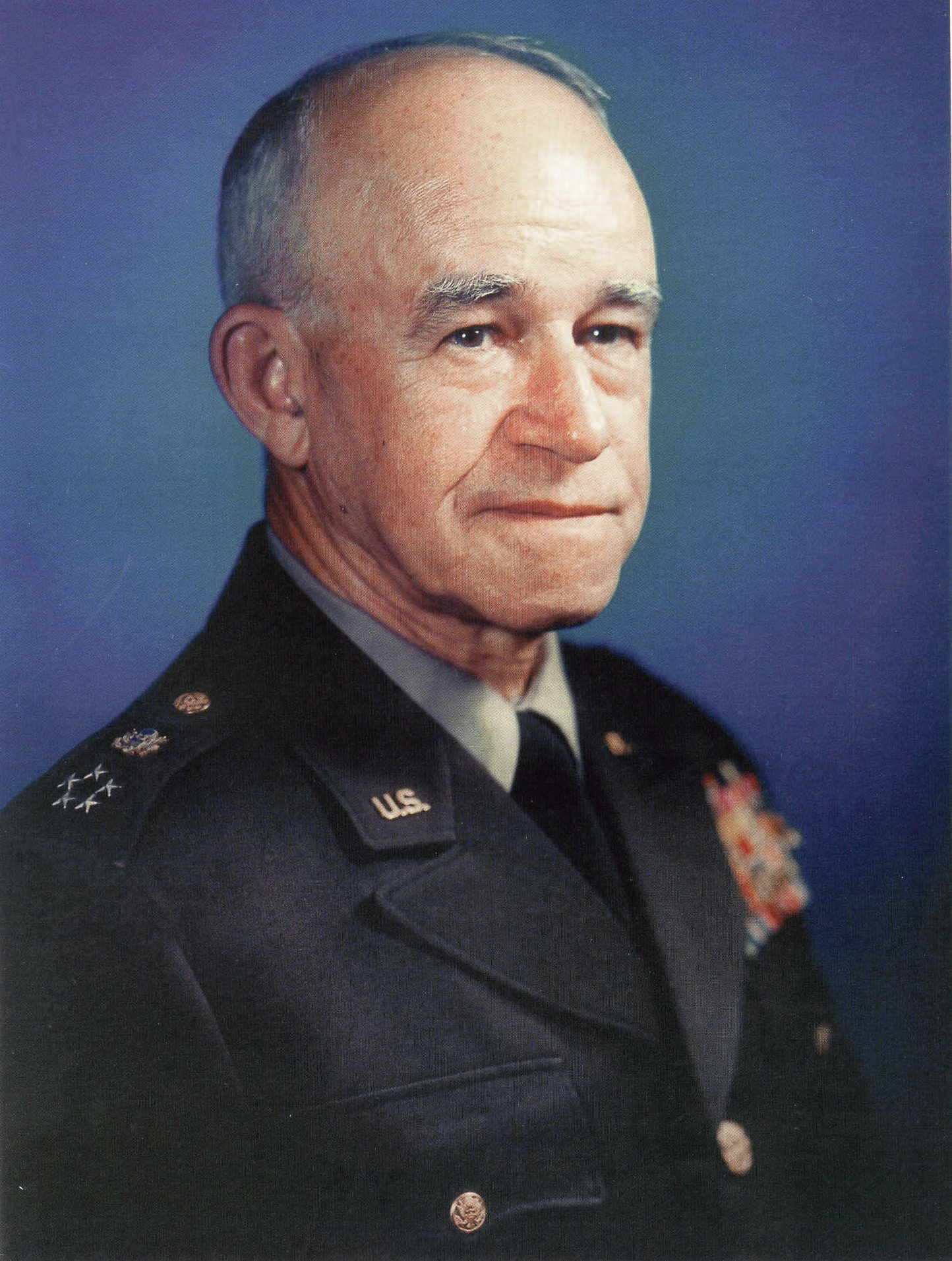
艾森豪威尔没有选择巴顿，而是选择了奥马尔·布拉德利来领导诺曼底战役。布拉德利原是巴顿的下属，但在战争的最后一个月他将成为巴顿的上级。

在进军北欧的军事行动中，巴顿被忽视了。9月，无论在军衔还是经验上都不及巴顿的布拉德利获选指挥在英格兰成立的美国陆军第一集团军来对大君主作战进行准备。据艾森豪威尔所说，这一决定早在掌掴事件为公众所知数月前就已作出，但巴顿还是觉得自己是因为这一事件而不能担任指挥官。艾森豪威尔之前已经决定指派布拉德利的原因是他觉得进军欧洲事关重大，容不得丁点儿的马虎，而且他和马歇尔都知道巴顿是一位优秀和积极的集团军级作战指挥官，但布拉德利却拥有两个巴顿显然不具备的特性，这两点对于一位战区级别的战略统领非常重要：一个冷静、理性的风范和一丝不苟并保持一致的习性。掌掴事件只是进一步确认了艾森豪威尔对巴顿身为指挥官缺乏纪律和自控能力的印象。不过在9月8日写给马歇尔的一封私人信件中，艾森豪威尔仍然再度强调了自己对巴顿作为一位地面作战指挥官能力的信心，并推荐晋升巴顿为四星上将。他也指出巴顿在以往战斗中的赫赫战功，并且承认巴顿所拥有的“驾驭能力”是布拉德利所不及的。
12月中旬，艾森豪威尔被指名为欧洲盟军最高司令并前往英格兰。随着媒体对事件关注度的逐渐消退，麦克洛伊告诉巴顿他最终确实会重回作战指挥的岗位，起初曾考虑由巴顿在龙骑兵行动中领导第七集团军，但艾森豪威尔觉得巴顿的经验可以在诺曼底战役中派上更大用场。艾森豪威尔和马歇尔私下同意，在布拉德利的部队完成诺曼底战役的初步阶段后，由巴顿指挥一支后续集团军，而布拉德利将是这个集团军群的总指挥。1944年1月1日，巴顿被告知他将被解除第七集团军指挥官的职位前往欧洲，他在自己的日记中写道如果不能指挥一支集团军，他就将辞职。1944年1月26日，巴顿被正式任命为刚刚抵达的美国陆军第三集团军指挥官，然后前往英国让这些缺乏经验的新兵做好战斗准备，1944年初他一直都在进行这一项工作。
艾森豪威尔也利用巴顿的处境作出了战术性的安排，1943年末，他派巴顿在整个地中海地区高调旅行，巴顿前往过阿尔及尔、突尼斯、科西嘉岛、开罗、耶路撒冷和马耳他，目的是让德国指挥官搞不清楚盟军究竟会在什么地方发起进攻。到了第二年，德国国防军最高统帅部仍然敬重巴顿胜过其他任何一位盟军将领，并认为他将是任何从北面进军欧洲军事行动的核心。正因如此，巴顿在1944年初的坚忍行动中成为一个核心人物，盟军让德国间谍获取了源源不断的假情报，这些情报表明巴顿已经被任命为美国第一集团军的指挥官，并且正在对进军加来海峡省作准备。但第一集团军实际上根本不存在，而是在多佛尔附近地区使用道具和无线电信号等手段做诱饵来误守行军的侦查机，让轴心国的领导人相信这一地区有大批部队集结。整个1944年初，巴顿遵照上级命令保持低调，来让德国人以为他一直在多佛尔，而他实际上身在英国训练第三集团军。坚忍行动获得了很好的效果，德国第15集团军一直在加来海峡省等待着盟军的进攻，甚至在1944年6月6日盟军进攻诺曼底后编队仍然保持在原地等待。巴顿之后将于7月与第三集团军穿越欧洲加入战斗。

## 原文注解
1. ↑  原话是：“The front lines seem to be thinning out. There seems to be a very large number of 'malingerers' at the hospitals, feigning illness in order to avoid combat duty.”
2. ↑  原文是：“It has come to my attention that a very small number of soldiers are going to the hospital on the pretext that they are nervously incapable of combat. Such men are cowards and bring discredit on the army and disgrace to their comrades, whom they heartlessly leave to endure the dangers of battle while they, themselves, use the hospital as a means of escape. You will take measures to see that such cases are not sent to the hospital but dealt with in their units. Those who are not willing to fight will be tried by court-martial for cowardice in the face of the enemy.”
3. ↑  原文是：“psychoneurosis anxiety state, moderately severe (soldier has been twice before in hospital within ten days. He can't take it at the front, evidently. He is repeatedly returned.)”
4. ↑  原话是：“I guess I can't take it.”
5. ↑  原话是：“Don't admit this son-of-a-bitch”
6. ↑  原话是：“You hear me, you gutless bastard? You're going back to the front.”
7. ↑  原文是：“at the time it happened, [Patton] was pretty well worn out ... I think he was suffering a little battle fatigue himself.”
8. ↑  原文是：“just forget about it”
9. ↑  原文是：“[I met] the only errant coward I have ever seen in this Army. Companies should deal with such men, and if they shirk their duty, they should be tried for cowardice and shot.”
10. ↑  原文是：“There are always a certain number of such weaklings in any Army, and I suppose the modern doctor is correct in classifying them as ill and treating them as such. However, the man with malaria doesn't pass his condition on to his comrades as rapidly as does the man with cold feet nor does malaria have the lethal effect that the latter has.”
11. ↑  原文是：“could not sleep and was nervous.”
12. ↑  原文是：He was sent down to the rear echelon by a battery aid man and there the medical aid man gave him some medicine which made him sleep, but still he was nervous and disturbed. On the next day the medical officer ordered him to be evacuated, although the boy begged not to be evacuated because he did not want to leave his unit.
13. ↑  原文是：“It's my nerves”
14. ↑  原话是：“I can't stand the shelling anymore.”
15. ↑  原话是：“Your nerves, hell, you are just a goddamned coward. Shut up that goddamned crying. I won't have these brave men who have been shot at seeing this yellow bastard sitting here crying.”
16. ↑  原文是：“You're going back to the front lines and you may get shot and killed, but you're going to fight. If you don't, I'll stand you up against a wall and have a firing squad kill you on purpose. In fact, I ought to shoot you myself, you goddamned whimpering coward.”
17. ↑  原话是：“I can't help it, it makes my blood boil to think of a yellow bastard being babied”
18. ↑  原话是：“I won't have those cowardly bastards hanging around our hospitals. We'll probably have to shoot them some time anyway, or we'll raise a breed of morons.”
19. ↑  原文是：“Mistreatment of Patients in Receiving Tents of the 15th and 93rd Evacuation Hospitals”
20. ↑  原文是：“I clearly understand that firm and drastic measures are at times necessary in order to secure the desired objectives. But this does not excuse brutality, abuse of the sick, nor exhibition of uncontrollable temper in front of subordinates.”
21. ↑  原文是：“I feel that the personal services you have rendered the United States and the Allied cause during the past weeks are of incalculable value; but nevertheless if there is a very considerable element of truth in the allegations accompanying this letter, I must so seriously question your good judgement and your self-discipline as to raise serious doubts in my mind as to your future usefulness.”
22. ↑  原话是：“a great general”
23. ↑  原话是：“at the time, he didn't know how sick I was.”
24. ↑  原文是：“no apology at all, an attempt to justify what he had done.”
25. ↑  原文是：“falsely representing his condition.”
26. ↑  原文是：“It is rather a commentary on justice when an Army commander has to soft-soap a skulker to placate the timidity of those above.”
27. ↑  原话是：“No, general, no, no”
28. ↑  原文是：“to exhibit some of those unfortunate traits of which you and I have always known.”
29. ↑  原文是：“because fundamentally, he is so avid for recognition as a great military commander that he will ruthlessly suppress any habit of his that will tend to jeopardize it.”
30. ↑  原话是：“duck down or the shells would hit him”
31. ↑  原话是：“Patton struck the soldier, knocking him down.”
32. ↑  原文是：“the toughest, most hard boiled General in the U.S. Army ... but he's quite sweet, really.”
33. ↑  原文是：“tough perfectionist”
34. ↑  原文是：He had been known to weep at men's graves—as well as tear their hides off. The deed is done and the mistake made, and I'm sure Georgie is sorrier and has punished himself more than anyone could possibly realize. I've known George Patton for 31 years and I've never known him to be deliberately unfair. He's made mistakes—and he's paid for them. This was a big mistake, and he's paying a big price for it.
35. ↑  原话是：“despicable incident”
36. ↑  原话是：“amazed and chagrined”
37. ↑  原话是：“hard boiled officers”
38. ↑  原话是：“too much blood and guts”
39. ↑  原文是：“indignant about the publicity given a trifling incident”
40. ↑  原文是：“whatever [Patton] did”
41. ↑  原文是：“justified by the provocation. Such cowards used to be shot, now they are only encouraged.”
42. ↑  原话是：“sensation mongerer”
43. ↑  原文是：“aggressive, winning leadership in the bitter battles which are to come before final victory.”
44. ↑  原文是：“If this thing ever gets out, they'll be howling for Patton's scalp, and that will be the end of Georgie's service in this war. I simply cannot let that happen. Patton is indispensable to the war effort – one of the guarantors of our victory.”

### 脚注
1. ↑  Axelrod 2006，第101–104頁.
2. ↑  Axelrod 2006，第105–107頁.
3. ↑  Axelrod 2006，第108–109頁.
4. ↑  Axelrod 2006，第110–111頁.
5. ↑  Axelrod 2006，第96–97頁.
6. ↑  Axelrod 2006，第77–78頁.
7. 1 2  Blumenson 1974，第348頁.
8. 1 2  Walker 2008，第xiv頁.
9. ↑  Walker 2008，第xv頁.
10. ↑  Wiltse 1965，第171–172頁.
11. ↑  Province 2009，第26頁.
12. 1 2 3  Axelrod 2006，第117頁.
13. 1 2 3 4 5 6  Blumenson 1974，第331頁.
14. 1 2 3 4 5  Blumenson 1974，第330頁.
15. 1 2 3  Axelrod 2006，第115頁.
16. 1 2 3  Atkinson 2007，第147頁.
17. 1 2  Axelrod 2006，第116頁.
18. ↑  D'Este 1995，第901頁.
19. ↑  Garland & Smyth 1965，第427頁.
20. 1 2 3 4 5  D'Este 1995，第535–536頁.
21. 1 2 3 4 5 6  Axelrod 2006，第118頁.
22. 1 2 3  Axelrod 2006，第119頁.
23. ↑  D'Este 1995，第902頁.
24. ↑  Blumenson 1974，第327頁.
25. ↑  Blumenson 1974，第328頁.
26. 1 2  Blumenson 1974，第329頁.
27. 1 2 3  Blumenson 1974，第334頁.
28. 1 2 3  Blumenson 1974，第336頁.
29. 1 2  Blumenson 1974，第338頁.
30. ↑  Blumenson 1974，第342頁.
31. ↑  Blumenson 1974，第337頁.
32. ↑  Blumenson 1974，第341頁.
33. 1 2 3  Axelrod 2006，第120頁.
34. ↑  Hirshson 2003，第424頁.
35. 1 2  Sweeney 2000，第158頁.
36. ↑  Nimmo & Newsome 1997，第274頁.
37. 1 2  Edey 1968，第160–166頁.
38. 1 2 3  Blumenson 1974，第380頁.
39. 1 2  Blumenson 1974，第379頁.
40. 1 2 3  Blumenson 1974，第377頁.
41. ↑  Blumenson 1974，第376頁.
42. ↑  D'Este 1995，第543–544頁.
43. ↑  Blumenson 1974，第378頁.
44. ↑  Blumenson 1974，第383頁.
45. ↑  D'Este 2002，第442頁.
46. ↑  D'Este 1995，第543頁.
47. ↑  Axelrod 2006，第122頁.
48. ↑  Blumenson 1974，第345頁.
49. ↑  Axelrod 2006，第121頁.
50. ↑  Blumenson 1974，第349頁.
51. ↑  Blumenson 1974，第387頁.
52. ↑  Blumenson 1974，第399頁.
53. ↑  Blumenson 1974，第390–394頁.
54. ↑  Blumenson 1974，第407頁.
55. ↑  Axelrod 2006，第124頁.
56. ↑  Blumenson 1974，第423頁.
57. ↑  Blumenson 1974，第366頁.
58. 1 2  Axelrod 2006，第127頁.
59. ↑  Blumenson 1974，第409頁.
60. ↑  Axelrod 2006，第128頁.
61. ↑  Axelrod 2006，第132頁.